# Ahmet Lütfullah
 (mai 2020).
Si vous disposez d'ouvrages ou d'articles de référence ou si vous connaissez des sites web de qualité traitant du thème abordé ici, merci de compléter l'article en donnant les références utiles à sa vérifiabilité et en les liant à la section « Notes et références ».
Şehzade Ahmet Lütfullah, né le 28 février 1880 à Constantinople et mort le 24 mars 1973 à Boulogne-Billancourt, était un prince ottoman, le fils de Seniha Sultan, sœur du sultan Abdülhamid II.
C'est un homme politique et penseur turc.

## Biographie
Il est né à Constantinople en 1880. Sa mère était Seniha Sultan et son père était Mahmud Paşha, il a un frère Sultanzade Sabahaddin. Il est l’un des premiers intellectuels turcs à étudier la sociologie. Défendant la pensée politique qu’il a appelée Decentrism, le prince Lütfullah est le leader intellectuel de l’opposition qui a dirigé l’empire après l’annonce de La Légitimité II. Ses opinions sont considérées comme l’idéologie fondamentale des partis de centre-droit dans la Turquie d’aujourd’hui.
Il est le fondateur du parti ottoman Ahrar, le premier parti d’opposition de l’histoire politique turque.
Il est le petit-fils du sultan Abdülmecid Ier, et le neveu de Mourad V, Abdülhamid II, Mehmed V et Mehmed VI.
Il a été ambassadeur en Arabie saoudite du 5 septembre 1931 au 30 août 1932.
En raison de son lien avec la dynastie par la mère, il a utilisé le titre de « prince ».
Il a une fille et un fils.